# Macta
Der Macta ist Mündungsgewässer im Nordwesten Algeriens.

## Geografie
Das Einzugsgebiet des Macta erstreckt sich über 14410 km². Der Fluss selber ist allerdings nur etwa 4 km lang und fließt parallel zur Uferlinie des Mittelmeers, abgegrenzt über eine mehrere Meter hohe Sanddüne. Er entspringt dem Marais de la Macta, einem 44.500 ha großen Feuchtgebiet. In diesem Feuchtgebiet vereinigen sich drei permanente Wadis, sogenannten Oueds. Das sind, von West nach Ost: Oued Sig (auch Mekerra oder Meblouen), Oued Habra (auch Hammam) und Oued Tinn. Dabei ist das Sig das abflussstärkste.

## Geschichte
An dem Fluss ereignete sich am 28. Juni 1835 die Schlacht von Macta, bei der die französischen Besatzungstruppen vernichtend geschlagen wurden.

## Ökologie
Während der Kolonialzeit wurde das Feuchtgebiet kanalisiert und zunehmend entwässert. Der Boden ist sehr fruchtbar. Allerdings ging durch die Absenkung und den Feldbau die Fläche der natürlichen Vegetation stark zurück.
Das Feuchtgebiet dem der Macta entspringt, ist seit 2. Februar 2001 ein Schutzgebiet nach der Ramsar-Konvention. Allerdings wird die Fläche stark übernutzt.